# Brassaiopsis ficifolioides
Brassaiopsis ficifolioides är en araliaväxtart som beskrevs av Jun Wen och Lowry. Brassaiopsis ficifolioides ingår i släktet Brassaiopsis och familjen Araliaceae. Inga underarter finns listade.